# Voznecenka Druha
Voznecenka Druha  (ucraniano: Вознесенка Друга) es un pueblo del Raión de Bolhrad en el Óblast de Odesa de Ucrania. Según el censo de 2001, tiene una población de 425 habitantes.